# Лім Джок Хой
Лім Джок Хой (5 грудня 1951, Бруней) — брунейський педагог та дипломат. Генеральний секретар Асоціації держав Південно-Східної Азії (АСЕАН) (01.01.2018-31.12.2022).

## Життєпис
Народився 5 грудня 1951 року. У 1976 році здобув ступінь бакалавра економіки в Лондонському політехнічному інституті Сіті та аспірантуру з дипломом викладача у 1977 році.
Був державним службовцем у сфері освіти в Брунеї. Лім Джок Хой вступив на державну службу в Брунеї в якості педагога та працював директором середньої школи з 1981 по 1985 рік. З лютого 2001 по липень 2005 рр. обіймав посаду Генерального директора з питань міжнародних відносин та розвитку торгівлі в Міністерстві промисловості та первинних ресурсів Брунею. У вересні 2005 року Лім Джок Хой був призначений заступником Постійного секретаря Міністерства закордонних справ і торгівлі.
З 2006 року Лім Джок Хой обіймав посаду Постійного секретаря в Міністерстві закордонних справ і торгівлі Брунею. Під час перебування на цій посаді він обіймав посаду старшого офіційного представника Брунею в Економічному співтоваристві АСЕАН (SEOM), Азійсько-Тихоокеанському економічному співтоваристві (АТЕС) та Зустрічі «Азія-Європа» (ASEM). З 2011 року Лім Джок Хой був членом Цільової групи високого рівня з питань економічної інтеграції АСЕАН (HLTF-EI), а з 2017 року обіймав посаду Голови HLTF-EI. Лім Джок Хой був головним перемовником від Брунею щодо запропонованої Угоди про Транстихоокеанське партнерство (ТТП), а також щодо Тихоокеанського партнерства-4 (Угода П-4), яка передувала переговорам про ТТП. Раніше Лім Джок Хой також був Віцеголова переговорів щодо створення зони вільної торгівлі АСЕАН-Австралія-Нова Зеландія (AANZFTA), яка була створена у 2009 році. Головний перемовник від Брунею Лім Джок Хой також працював над Угодою про економічне партнерство між Брунеєм і Японією (BJEPA).
З червня 2011 року по 2017 рік Лім Хок Хой був Головою Ради директорів Інституту економічних досліджень АСЕАН та Східної Азії (ERIA). Він також був членом Зовнішньої консультативної ради дослідження ASEN-2030, підготовленого Азійським банком розвитку (АБР).
1 січня 2018 року Лім Джок Хой заступив на посаду Генерального секретаря АСЕАН.